# Natriumhexacyanidoferrat(II)
Natriumhexacyanidoferrat(II) (IUPAC), Natriumferrocyanid beziehungsweise Gelbnatron, Natrium-hexakis-cyanoferrat ist das Natriumsalz der Hexacyanidoeisen(II)-säure mit der Konstitutionsformel Na4[Fe(CN)6]. Man findet noch häufig die Bezeichnung Natriumhexacyanoferrat(II) nach älterer Nomenklatur der IUPAC.

## Darstellung
Natriumhexacyanidoferrat(II) kann durch Ausfällung von Calciumcarbonat aus einer Lösung von Calciumhexacyanidoferrat(II) durch Zusatz von Soda oder direkt aus Eisen(II)-chlorid und Natriumcyanid oder aus Eisenhexacyanidoferrat(II)  und Natriumcyanid gewonnen werden.
{\displaystyle \mathrm {Ca_{2}[Fe(CN)_{6}]+2\ Na_{2}CO_{3}\longrightarrow Na_{4}[Fe(CN)_{6}]+2\ CaCO_{3}} }
{\displaystyle \mathrm {6\ NaCN+FeCl_{2}\longrightarrow Na_{4}[Fe(CN)_{6}]+2\ NaCl} }

## Eigenschaften
Natriumhexacyanidoferrat ist ein als Decahydrat gelber Feststoff mit monoklinen Kristallen. Ab 81,5 °C ist es wasserfrei und farblos. Es ist in Wasser und Aceton gut, in Ethanol und Ether nicht löslich. Die Cyanidionen sind sehr fest an das Eisen gebunden (Durchdringungskomplex) und werden erst durch starke Säuren abgespalten. In wässriger Lösung (besonders in sehr verdünnter) zersetzt es sich in geringem Maße im Licht.

## Verwendung
In der Lebensmittelindustrie wird es als Trennmittel (genauer als Rieselhilfe) für pulverförmige Lebensmittel eingesetzt. In der EU ist es als Lebensmittelzusatzstoff der Nummer E 535 für Speisesalz und Kochsalzersatz mit einer Höchstmengenbeschränkung von maximal 20 mg/kg zugelassen.

## Giftigkeit
Die im Darm nur gering absorbierbare Substanz ist nicht genotoxisch oder karzinogen und zeigte in Tierversuchen bei sehr hohen Konzentrationen eine geringfügige nephrotoxische (nierenschädigende) Wirkung durch marginale Freisetzung von Blausäure. Das NOAEL liegt bei 4,4 mg / kg Körpergewicht – Faktor 100 über der erlaubten Tagesdosis (ETD) von 0,03 mg Ferrocyanid / kg Körpergewicht. Die ETD kann z. B. für einen 75 kg schweren Erwachsenen in 165 g Salz als Rieselhilfe (maximal) enthalten sein.

## Externe Links zu erwähnten Verbindungen
1. ↑  Externe Identifikatoren von bzw. Datenbank-Links zu Eisenhexacyanidoferrat(II):  CAS-Nr.: 14460-02-7, PubChem: 73357772, Wikidata: Q125548863.